# Austronepa
Austronepa is een geslacht van wantsen uit de familie van de Nepidae (Waterschorpioenen). Het geslacht werd voor het eerst wetenschappelijk beschreven door Menke & Stange in 1964.

## Soorten
Het genus is monotypisch en bevat alleen de volgende soort:

- Austronepa angusta (Hale, 1924)